# Torneio de Verão de Ciclismo
O Torneio de Verão de Ciclismo é uma competição ciclística profissional de estrada por etapas disputada anualmente durante o mês de fevereiro na Baixada Santista, São Paulo, Brasil. É um dos mais tradicionais eventos de abertura do calendário brasileiro de ciclismo. A prova existe tanto para a elite masculina como a feminina do ciclismo nacional, além das categorias juniores e masters. É considerada uma prova para velocistas, sendo formada por etapas curtas e planas e tendo sua classificação geral definida por pontos e não por tempo, como na maioria das provas de etapas do ciclismo de estrada.

## História
A primeira edição da prova foi disputada em 1987. A competição, inicialmente, era disputada por tempo, e a disputa por pontos somente foi estabelecida após algumas edições. O primeiro vencedor da prova foi Cássio Freitas. No ano seguinte, Wanderley Magalhães iniciou uma dominante época, conquistando o pentacampeonato entre 1988 e 1992, o que ainda hoje o coloca como maior vencedor da história da competição. Seu irmão, Tonny Magalhães, também venceu a prova em 1994. Entre 1996 e 1998, Hernandes Quadri Júnior se sagrou tricampeão da corrida.
Desde a mudança do regulamento que estabeleceu a competição por pontos, a única exceção ao sistema da classificação geral da prova ocorreu em 2004, no 18º Torneio de Verão, quando, assim como nas primeiras edições, o campeão geral foi o ciclista com menor tempo na soma de todas as etapas. A prova teve um contra-relógio individual de 12 quilômetros, que foi decisivo para a vitória geral de Luiz Carlos Amorim. O então campeão brasileiro de contra-relógio ganhou a etapa e tomou a liderança da prova com uma vantagem de 4 segundos para Marcos Novello. Na última etapa, não houve diferença de tempo entre os dois e Amorim garantiu a vitória geral com o tempo de 9h 37' 19". No ano seguinte, a disputa voltou a ser por pontos.
Em 2014, a prova chegou à sua 28ª edição. Atualmente, o Torneio de Verão recebe no calendário nacional da CBC a categoria 2, das provas por etapa nacionais, sendo portanto uma das provas que mais dá pontos para o ranking nacional, estando atrás somente das provas por etapa internacionais e do Campeonato Brasileiro de Ciclismo de Estrada. Além da categoria elite masculino, o evento é válido para o ranking nacional nas categorias elite feminino e juniores.

## Regulamento
O evento é normalmente composto por 5 etapas - embora, em 2013 e 2014, tenham sido disputadas apenas 4 etapas - na Baixada Santista, disputadas no estilo das provas de critérios. São pequenos circuitos, normalmente em torno de 3 quilômetros, dentro das cidades que sediam as etapas. Na edição de 2014 da prova, a duração de cada etapa para a categoria elite masculino era de 90 minutos mais 2 voltas. As etapas normalmente são planas, o que significa que na maioria das vezes a chegada é de um pelotão compacto, e a vitória é decidida no sprint. Por isso, o topo das classificações é normalmente dominado pelos velocistas. Durante a prova, o líder da classificação geral veste a camisa amarela de líder. Já na elite feminina, a cor da camisa de líder é rosa.
Diferentemente da maioria das outras provas por etapas do ciclismo de estrada, a classificação geral do Torneio de Verão não é decidida pela soma dos tempos de cada etapa, mas sim pelos pontos que os ciclistas conquistam sendo os primeiros colocados no final de cada etapa. Quem conquistar mais pontos na soma de todas as etapas é o campeão da prova. A pontuação em cada etapa é distribuída da seguinte forma:
| Colocação | Pontuação |
| --------- | --------- |
| 1º        | 12        |
| 2º        | 10        |
| 3º        | 8         |
| 4º        | 7         |
| 5º        | 6         |
| 6º        | 5         |
| 7º        | 4         |
| 8º        | 3         |
| 9º        | 2         |
| 10º       | 1         |

Caso dois ou mais ciclistas terminem o evento com a mesma pontuação, o critério de desempate utilizado é a melhor classificação na última etapa da prova. Entretanto, caso nenhum deles esteja entre os cinco primeiros colocados da etapa, será considerada a classificação na etapa anterior e assim sucessivamente.

## Vencedores
| Ano  | Vencedor                | Segundo lugar           | Terceiro lugar          |
| ---- | ----------------------- | ----------------------- | ----------------------- |
| 1987 | Cássio Freitas          |                         |                         |
| 1988 | Wanderley Magalhães     |                         |                         |
| 1989 | Wanderley Magalhães     |                         |                         |
| 1990 | Wanderley Magalhães     |                         |                         |
| 1991 | Wanderley Magalhães     |                         |                         |
| 1992 | Wanderley Magalhães     |                         |                         |
| 1993 |                         |                         |                         |
| 1994 | Tonny Magalhães         |                         |                         |
| 1995 |                         |                         |                         |
| 1996 | Hernandes Quadri Júnior |                         |                         |
| 1997 | Hernandes Quadri Júnior |                         |                         |
| 1998 | Hernandes Quadri Júnior |                         |                         |
| 1999 | Murilo Fischer          | Daniel Rogelin          |                         |
| 2000 | Luciano Pagliarini      | Daniel Rogelin          |                         |
| 2001 | Murilo Fischer          | Daniel Rogelin          | Antônio Nascimento      |
| 2002 | Antônio Nascimento      | Daniel Rogelin          | Rodrigo de Mello Brito  |
| 2003 | Antônio Nascimento      | Rodrigo de Mello Brito  | Jean Coloca             |
| 2004 | Luiz Carlos Amorim      | Marcos Novello          | Breno Sidoti            |
| 2005 | Leonardo Márquez        | Héctor Figueras         | Rodrigo de Mello Brito  |
| 2006 | Roberson Figueiredo     | Jean Coloca             | Fabiele Mota            |
| 2007 | Nilceu dos Santos       | Armando Camargo         | Daniel Rogelin          |
| 2008 | Daniel Rogelin          | Bruno Tabanez           | Nilceu dos Santos       |
| 2009 | Nilceu dos Santos       | Bruno Tabanez           | Carlos França           |
| 2010 | Kléber Ramos            | Rodrigo Araújo de Melo  | Fabiele Mota            |
| 2011 | Héctor Figueras         | Nilceu dos Santos       | Glauber Nascimento      |
| 2012 | Francisco Chamorro      | Nilceu dos Santos       | Glauber Nascimento      |
| 2013 | Kléber Ramos            | João Marcelo Gaspar     | Michel Fernández García |
| 2014 | Rodrigo Araújo de Melo  | Michel Fernández García | Armando Camargo         |

## Vitórias de Etapa
Desde 2001, 31 ciclistas alcançaram vitórias de etapa no Torneio de Verão de Ciclismo, e 14 deles o fizeram mais de uma vez. O maior vencedor de etapas nesse período é Nilceu dos Santos, com 8 vitórias:
| Nome                    | Vitórias |
| ----------------------- | -------- |
| Nilceu dos Santos       | 8        |
| Rodrigo de Mello Brito  | 7        |
| Murilo Fischer          | 4        |
| Antônio Nascimento      | 3        |
| Bruno Tabanez           | 3        |
| Fabiele Mota            | 3        |
| Francisco Chamorro      | 3        |
| Héctor Figueras         | 3        |
| Jean Coloca             | 3        |
| Michel Fernández García | 3        |
| André Grizante          | 2        |
| Kléber Ramos            | 2        |
| Cristian Egídio         | 2        |
| Rodrigo Araújo de Melo  | 2        |

| Demais vencedores de etapa | Demais vencedores de etapa |
| Nome                       | Vitórias                   |
| -------------------------- | -------------------------- |
| Alex Diniz                 | 1                          |
| Armando Camargo            | 1                          |
| Carlos França              | 1                          |
| Daniel Rogelin             | 1                          |
| Edson Bernardes            | 1                          |
| Fabiano Mota               | 1                          |
| Flávio Cardoso             | 1                          |
| Gideoni Monteiro           | 1                          |
| Glauber Nascimento         | 1                          |
| Hernandes Quadri Júnior    | 1                          |
| Luiz Carlos Amorim         | 1                          |
| Patrique Gama              | 1                          |
| Raphael Serpa              | 1                          |
| Roberson Figueiredo        | 1                          |
| Roberto Pinheiro           | 1                          |
| Salomão Ferreira           | 1                          |
| Valcemar Justino           | 1                          |

Em somente uma edição da prova, desde 2001, o maior número de vitórias de etapa é 4, alcançado duas vezes: por Murilo Fischer, em 2001, edição na qual foi o campeão geral, e por Rodrigo de Mello Brito, em 2003, que foi o vice-campeão dessa edição da prova.